# 식물병 예측

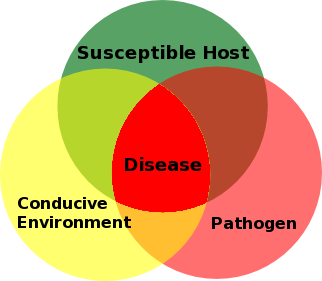
식물병 삼각관계는 질병 발생에 필요한 요인을 표현한다.

식물병 예측 또는 식물 질병 예보(plant disease forecasting)는 식물병의 발생이나 심각도의 변화를 예측하는 데 사용되는 관리 시스템이다. 현장 규모에서 이러한 시스템은 재배자가 통제를 위한 질병 치료에 대한 경제적 결정을 내리는 데 사용된다. 종종 시스템은 재배자에게 숙주 작물의 민감성에 대해 일련의 질문을 하고 현재 및 예상 기상 조건을 통합하여 권장 사항을 제시한다. 일반적으로 질병 치료가 필요한지 여부에 대한 권장 사항이 제시된다. 일반적으로 치료는 살충제를 적용하는 것이다.
예측 시스템은 병원체가 숙주 및 환경과 상호작용하는 질병 삼각관계에 대한 가정을 기반으로 한다. 목표는 숙주, 환경, 병원체라는 세 가지 요소가 모두 상호 작용하여 질병이 발생하고 경제적 손실을 초래할 수 있는 시기를 정확하게 예측하는 것이다.
대부분의 경우 숙주는 저항성 또는 감수성으로 적절하게 정의될 수 있으며, 병원체의 존재는 종종 이전 작물 재배 이력이나 조사 데이터를 기반으로 합리적으로 확인될 수 있다. 일반적으로 환경은 질병의 발병 여부를 결정하는 요인이다. 환경 조건은 월동과 같은 과정에 미치는 영향을 통해 특정 계절에 병원체의 존재를 결정할 수 있다. 환경 조건은 또한 질병을 일으키는 병원체의 능력에 영향을 미친다. 옥수수의 회색 잎 반점이 발생하려면 최소 잎 젖음 기간이 필요하다. 이러한 경우 질병 예측 시스템은 환경이 질병 발병에 도움이 되는 시기를 정의하려고 시도한다.
좋은 질병 예측 시스템은 신뢰할 수 있고 단순하며 비용 효율적이어야 하며 많은 질병에 적용 가능해야 한다. 따라서 정기적인 치료가 필요한 매년 발생하는 질병보다는 일반적으로 예측 시스템을 보장할 만큼 불규칙한 질병에만 설계된다. 예측 시스템은 실제 질병 삼각 매개변수에 대한 이해가 있는 경우에만 설계될 수 있다.